# Lijst van beelden in Deventer
Dit is een (onvolledige) chronologische lijst van beelden in de gemeente Deventer. Onder een beeld wordt hier verstaan elk driedimensionaal kunstwerk in de openbare ruimte van de Nederlandse gemeente Deventer, waarbij beeld wordt gebruikt als verzamelbegrip voor sculpturen, standbeelden, installaties, gedenktekens en overige beeldhouwwerken.
Voor een volledig overzicht van de beschikbare afbeeldingen zie: Beelden in Deventer op Wikimedia Commons.
| Geplaatst                                        | Omschrijving | Kunstenaar                                                      | Straat | Plaats         | Materiaal                                                                                     | Afbeelding             |
| ------------------------------------------------ | --- | --------------------------------------------------------------- | --- | -------------- | --------------------------------------------------------------------------------------------- | ---------------------- |
| 1531                                             | Kiek in de Pot |                                                                 | Brink zuidgevel van de Waag | Deventer       | zandsteen                                                                                     |                        |
| 16e eeuw 1995 herplaatsing na vernieling in 1945 | Kiek uut de Pot | Ton Mooy replica                                                | Brink noordgevel van de Waag | Deventer       | zandsteen                                                                                     |                        |
| 1618 inscriptie 2010 herplaatsing                | Reliëf op restant poort Geertruidenziekenhuis |                                                                 | Nico Bolkesteinlaan bij toegang parkeergarage Deventer Ziekenhuis                                                                 | Deventer       | zandsteen                                                                                     |                        |
| 1735                                             | Weesjongen en weesmeisje | Godfried Gerlach replica's van Ela Venbroek-Franczyk            | Bagijnenstraat gevel Burgerweeshuis originelen in Historisch Museum Deventer                                                      | Deventer       | natuursteen                                                                                   |                        |
| 1858                                             | Gedenknaald voor generaal Cort Heyligers en generaal Eksteen |                                                                 | Brinkgreverweg park Brinkgreven                                                                                                   | Deventer       | natuursteen op baksteen fundament                                                             |                        |
| 1891                                             | Standvastigheid, Matigheid, Naastenliefde, Voorzichtigheid, Geloof, Hoop (van linksboven tot rechtsonder) | Wilhelmus Gerhardus van Poorten replica's                       | Brink gevel Penninckshuis | Deventer       | zandsteen                                                                                     | Penninckshuis Deventer |
| 1892                                             | Gevelsteen met ingehakt het wapen van Deventer | Onbekend                                                        | Ceintuurbaan drinkwaterpompstation                                                                                                | Deventer       | Morley kalksteen                                                                              |                        |
| 1896                                             | Jezus en de maanzieke jongeling reliëf | Jan Custers                                                     | Tibbensteeg | Deventer       | zandsteen                                                                                     |                        |
| 1896                                             | Sint Jozef onder baldakijn | Jan Custers                                                     | Nieuwstraat boven ingang Gildehotel                                                                                               | Deventer       | zandsteen                                                                                     |                        |
| 1898                                             | Wilhelminafontein | Wilhelmus Gerhardus van Poorten en architect J.A. Mulock Houwer | Brink | Deventer       |                                                                                               | Wilhelminafontein      |
| 1900 1988 herplaatsing                           | Sint Jozef | Wilhelmus Gerhardus van Poorten                                 | Brinkpoortstraat | Deventer       |                                                                                               |                        |
| 1922                                             | President Steyn Oranje Vrijstaat 1896-1902 | Toon Dupuis                                                     | Stationstraat Rijsterborgherpark                                                                                                  | Deventer       |                                                                                               |                        |
| 1930 ca.                                         | Johannes Vianney, pastoor van Ars, in 1925 heilig verklaard |                                                                 | Rielerweg aan de gevel van de Johannes Vianneykerk                                                                                | Deventer       |                                                                                               |                        |
| 1933                                             | Heilig Hartbeeld |                                                                 | Timmermansweg voor hoofdingang Sint Nicolaaskerk                                                                                  | Schalkhaar     |                                                                                               |                        |
| 1933                                             | Calvariegroep |                                                                 | Lindeboomsweg kerkhof bij de Nicolaaskerk                                                                                         | Schalkhaar     |                                                                                               |                        |
| 1939                                             | Burgemeester P.J. Hemminga lantaarn Aangeboden door de ingezetenen van Bathmen ter gelegenheid van het 25-jarig ambtsjubileum van burgemeester P.J. Hemminga                                                                   |                                                                 | Dorpsstraat bij het voormalig gemeentehuis                                                                                        | Bathmen        | baksteen en geschilderd metaal                                                                |                        |
| jaren veertig?                                   | Oorlogsmonument |                                                                 | Raalterweg Begraafplaats Steenbrugge                                                                                              | Diepenveen     |                                                                                               |                        |
| 1948 2005 herplaatsing                           | Wilhelminamonument Schalkhaar herinnering aan regeerperiode koningin Wilhelmina |                                                                 | Oerdijk | Schalkhaar     | smeedwerk op een bakstenen sokkel                                                             |                        |
| 1953                                             | Verzetsmonument | Dirk Wolbers                                                    | Grote Kerkhof | Deventer       | natuursteen en beton en een bronzen mannenfiguur                                              |                        |
| 1954                                             | Caerus | Janny Brugman-de Vries                                          | Nieuwe Markt ingang voormalig gymnasium                                                                                           | Deventer       |                                                                                               |                        |
| 1956                                             | Draadplastiek boven de ingang van een ziekenfondskantoor | Willy Zandvliet                                                 | Brink Tactus gebouw | Deventer       | geschilderd metaal                                                                            |                        |
| 1956                                             | Grieks meisje | Titus Leeser                                                    | Nieuwe Markt ingang voormalig gymnasium. anno 2010 tijdelijk bij buitenhuis de Kleine Noordijk te Twello                          | Deventer       | brons                                                                                         |                        |
| 1956                                             | Romeinse jongen | Titus Leeser                                                    | Nieuwe Markt ingang voormalig gymnasium. anno 2010 tijdelijk bij buitenhuis de Kleine Noordijk te Twello                          | Deventer       | brons                                                                                         |                        |
| 1959                                             | Paalklimmen | Jan van Eyl                                                     | Hoge Hondstraat hoek Ceintuurbaan                                                                                                 | Deventer       | natuursteen                                                                                   |                        |
| 1960ca. tot 2019 (sloop gebouw)                  | Mozaïek met vogels |                                                                 | Molenweg voormalige kleuterschool, later bibliotheek                                                                              | Diepenveen     | keramiekfragmenten in beton                                                                   |                        |
| 1961                                             | Pastoor Bernardus van den Berg stichter St.Bernhardusscholen | Jan Brugge                                                      | Ceintuurbaan bij rk-begraafplaats                                                                                                 | Deventer       | brons op beton                                                                                |                        |
| 1963                                             | Europa en de Stier | Pieter d' Hont                                                  | Rijsterborgherpark | Deventer       | brons                                                                                         |                        |
| 1964                                             | Zonder titel plastiek aan de kopse gevel van een flatgebouw | George van der Wagt                                             | Oorspronkelijke plaats Lebuïnuslaan Na herplaatsing in 2011 Keizer Karellaan                                                      | Deventer       | keramiek                                                                                      |                        |
| 1965 gestolen 2012                               | Hertje |                                                                 | Molenweg bij Slingerbosschool | Diepenveen     | brons                                                                                         |                        |
| 1968                                             | Vrouwen | Cor Dam                                                         | Karel de Grotelaan winkelcentrum Keizerslanden In 2013 verwijderd ivm met renovatie van het winkelcentrum, in 2018 teruggeplaatst | Deventer       | natuursteen                                                                                   |                        |
| 1968 gestolen 2009                               | Muziek en Dans | Jop Goldenbeld                                                  | Johannes van Vlotenlaan bij Wilkeshuis school                                                                                     | Deventer       | brons                                                                                         |                        |
| 1969                                             | Zonder titel | André Volten                                                    | Karel de Grotelaan | Deventer       | geverfd staal                                                                                 |                        |
| 1969                                             | Justus Hiddes Halbertsma | Henk Visser                                                     | Papenstraat | Deventer       | brons                                                                                         |                        |
| 1970                                             | Ursula en de 11000 maagden beeld staat op de plek waar zich vroeger de Ursulakapel bevond, de omtrek is met hardsteen in het plaveisel zichtbaar gemaakt                                                                       | Jeanot Bürgi                                                    | Broederenplein | Deventer       | natuursteen                                                                                   |                        |
| 1970                                             | Zonder titel | Lon Pennock                                                     | Storminkstraat voor het schoolgebouw                                                                                              | Deventer       | geverfd staal                                                                                 |                        |
| 1971                                             | Zonder titel | Daan Weijl                                                      | Zutphenseweg bij Akzo-Nobel | Deventer       | roestvast staal en beton                                                                      |                        |
| 1971 in 2022 verwijderd en opgeslagen            | Fontein | Jeanot Bürgi                                                    | Grote Kerkhof | Deventer       | natuursteen                                                                                   |                        |
| 1972 gestolen 2012                               | Jongetje als onbeschreven blad |                                                                 | Kolkmansweg voor basisschool De Sleutel                                                                                           | Schalkhaar     | brons                                                                                         |                        |
| 1972                                             | Zonder titel object in vijver | Renate Vincken                                                  | Ludgerstraat | Deventer       | beton                                                                                         |                        |
| 1975                                             | Albert Schweitzer arts en zendeling winnaar Nobelprijs voor de Vrede 1953 | Pieter de Monchy                                                | Brink | Deventer       | brons                                                                                         |                        |
| 1975ca.                                          | Sint Agnes met kloosterzusters | Jeanot Bürgi Deelreconstructie 2010: Károly Szekeres            | Klooster toegang Stadsarchief | Deventer       | Koper om hout                                                                                 |                        |
| 1975                                             | Zonder titel | Jo Pessink                                                      | Dreef bij wijkcentrum De Schalm                                                                                                   | Deventer       | roestvast staal en beton                                                                      |                        |
| 1975                                             | Zonder titel | Jan van Eyl                                                     | Overstichtlaan tuin zorgcentrum De Bloemendal                                                                                     | Deventer       | roestvast staal en beton                                                                      |                        |
| 1978                                             | Zonder titel | René Mens                                                       | Grote Kerkhof binnenplaats stadhuis                                                                                               | Deventer       | brons op beton                                                                                |                        |
| 1978                                             | Beeldengroep geplaatst tgv het 10-jarig bestaan van het Dorpshuis van Diepenveen | Antoinette Ruiter                                               | Dorpsstraat bij Hof van Salland                                                                                                   | Diepenveen     | brons                                                                                         |                        |
| 1979                                             | Dansende jonge mensen | Antoinette Ruiter                                               | Lindeboomsweg | Schalkhaar     | brons                                                                                         |                        |
| 1980                                             | Palen | Bert Meinen                                                     | Zwaluwenburg | Deventer       | roestvast staal                                                                               |                        |
| 1981                                             | Gans | Maïté Duval                                                     | Grote Kerkhof binnenplaats stadhuis                                                                                               | Deventer       | brons                                                                                         |                        |
| 1981                                             | Drie-eenheid | Arno Kramer                                                     | Karel de Grotepark | Deventer       | cortenstaal                                                                                   |                        |
| 1975 ca. 2012 renovatie                          | Plastiek, fontein met twee zitbanken. Oorspronkelijk opgesteld in een bankgebouw en later in een school. Het stond toen deels in een bassin terwijl er water overheen liep. Staat sinds 2009 buiten op een gazon zonder water. | Renate Vincken                                                  | Laan van Borgele voor schoolgebouw                                                                                                | Deventer       | Franse natuursteen                                                                            |                        |
| 1982                                             | Plaquette indienstneming nieuwe spoorbrug en herinnering aan voormalige Catherine Millerbrug | Jacques Magendans                                               | IJsselkade hoek Osseweerdstraat aan de noordwestkant van de brug                                                                  | Deventer       | brons                                                                                         |                        |
| 1982                                             | Monument ter herinnering aan de Catherine Millerbrug bestaande uit een op een stellage geplaatst restant | De aannemers van de sloop                                       | Worp bij de trap naar de nieuwe spoorbrug                                                                                         | Deventer       | staal                                                                                         |                        |
| 1984 gestolen 2014 replica geplaatst 2016        | Bemoediging zusters des gemenen levens | Samuel Crommelin                                                | Kerkplein | Diepenveen     | brons                                                                                         |                        |
| 1985                                             | Het verstoorde leven ter nagedachtenis aan Etty Hillesum | Arno Kramer                                                     | Onder de Linden IJsseloever | Deventer       | beton en roestvast staal                                                                      |                        |
| 1985                                             | Prauwen | Hans Rikken                                                     | Wellepad IJsseloever | Deventer       | hardhout en natuursteen                                                                       |                        |
| 1985ca.                                          | Object bestaande uit 4 groepen van van links naar rechts 2, 3, 4 en 5 betonplaten | Jan van Wijk (1952)                                             | Diepenveenseweg | Deventer       | beton                                                                                         |                        |
| 1985                                             | Dorpsfontein gedenkteken 50-jarig bestaan Plaatselijk Belang, gesloopt in 2013 |                                                                 | Oerdijk dorpsplein | Lettele        | baksteen en beton                                                                             |                        |
| 1985                                             | Herdenkingsmonument 1940-1945 herschikking 2013, de V1-fundatieblokken werden samengevoegd met een nieuwe dorpsfontein |                                                                 | Oerdijk dorpsplein | Lettele        | beton, stortsteen en cortenstaal                                                              |                        |
| 1985                                             | Oermonument Lettele | Opgericht door de buurtbewoners                                 | Oerdijk, hoek Schotwillemsweg | Lettele        | brokken ijzeroer                                                                              |                        |
| 1985 na 2018 niet meer aanwezig                  | Sporters | Ton Harmsen en Sjef Sales                                       | Lebuïnuslaan | Deventer       | ijzerconstructie met neon op een drie meter lange metalen staak                               |                        |
| 1985                                             | Moeder en Kind | Jilles Waagmeester                                              | Laan van Borgele hoek Overstichtlaan                                                                                              | Deventer       | beton                                                                                         |                        |
| 1985 ca.                                         | Twee plaquettes met mythische figuren; een adelaar met gespreide vleugels en een tweekoppige draak | Henk Visser                                                     | Noordenbergplein aan beide zijden van het spoorwegviaduct                                                                         | Deventer       |                                                                                               |                        |
| 1985                                             | Mensen | Willem Kind                                                     | Middelweg | Deventer       | plaatstaal                                                                                    |                        |
| 1985                                             | Boek | Kubach-Wilmsen                                                  | Bursestraat hoek Polstraat | Deventer       | natuursteen                                                                                   |                        |
| 1986                                             | Morenen twaalf reliëfs in vloer en bestrating bij de toegang tot het Stadskantoor met willekeurige teksten in verschillende typografie                                                                                         | Jo Pessink                                                      | Bursestraat bij ingang stadskantoor, sinds 2017 achteringang stadhuis                                                             | Deventer       | gietijzer in beton                                                                            |                        |
| 1986                                             | Zeilen | Ben Schildkamp                                                  | Wellepad IJsseloever | Deventer       | cortenstaal, staal en hardsteen                                                               |                        |
| 1986                                             | Verbinding 3 | Jan Baetsen                                                     | Rijsterborgherpark | Deventer       | roestvast staal                                                                               |                        |
| 1986                                             | Object zonder titel | Henri de Haas                                                   | Schonenvaardersstraat, Brandweerkazerne                                                                                           | Deventer       | roestvast staal                                                                               |                        |
| 1986                                             | Zonder titel | Peter Jansen en Mathijs van Dam                                 | Singelplantsoen bij spoorbrug | Deventer       | 20 meter hoge mast met in nuances van zwart naar wit en de regenboogkleuren geschilderd staal |                        |
| 1987                                             | Wie wind zaait | Else Ringnalda                                                  | Rijsterborgherpark | Deventer       | brons en zwerfkeien                                                                           |                        |
| 1988                                             | Boom en zaag | Jan Slijkhuis en Jos van Oosterhout                             | IJsselkade | Deventer       | roestvast staal, hout en beton                                                                |                        |
| 1988                                             | Sint Nicolaas en de kinderen | Sander Benjaminse                                               | Prinsenplaats, sluitsteen poort naar Walstraat                                                                                    | Deventer       | zandsteen                                                                                     |                        |
| 1989                                             | Draperie | Marte Röling                                                    | Laan van Borgele bij Aupingfabriek, in 2015 verplaatst naar de nieuwe fabriek aan de Maagdenburgstraat                            | Deventer       | geverfd metaal                                                                                |                        |
| 1989                                             | Balans | Matthijs van Dam en Peter Jansen                                | Station Deventer boven de trap naar de perrons                                                                                    | Deventer       | roestvast staal en granito                                                                    |                        |
| 1989                                             | Beeldengroep bouquet | Heleen Levano                                                   | Kon. Wilhelminalaan bij het raadhuis van de voormalige gemeente Diepenveen                                                        | Schalkhaar     | brons                                                                                         |                        |
| 1989                                             | De kus | Theo Schreurs                                                   | Schoolstraat | Bathmen        | brons                                                                                         |                        |
| 1990                                             | Oorlogsmonument "Mogen zij een levend teken blijven" | Frans van der Ven                                               | Landgoed Oxerhof | Oxe            | brons                                                                                         |                        |
| 1990                                             | Lebuinus | Sander Benjaminse                                               | Kleine Poot kerkgevel | Deventer       | kalksteen                                                                                     |                        |
| 1990                                             | Dromend water | Paul Keizer                                                     | Klooster Kloostertuin | Deventer       | zink en glas                                                                                  |                        |
| 1990                                             | De Poort | Marcel van der Sande                                            | Klooster Kloostertuin | Deventer       | staal en gaas                                                                                 |                        |
| 1990                                             | Contradiction informeel: De boot | Christel Bosdriesz                                              | IJsseloever bij Wilhelminabrug | Deventer       | schroothout                                                                                   |                        |
| 1990                                             | Kikker | Maïté Duval                                                     | De Kolk | Diepenveen     | brons                                                                                         |                        |
| 1991                                             | Boom | Paul Keizer en Johan Koerts                                     | Fontijnkruid | Deventer       | geverfd staal                                                                                 |                        |
| 1991                                             | Zonder titel | Jeanne Ivangh-Luteijn                                           | Grote Kerkhof binnentuin van de voormalige Mariakerk                                                                              | Deventer       | Rosa do Monte Pelido-marmer                                                                   |                        |
| 1992                                             | De Golf | Michiel Schierbeek                                              | Holterweg, bij winkelcentrum Flora. Ca. 2020 verplaatst naar overzijde van de weg, nabij politiebureau                            | Deventer       | geverfd staal                                                                                 |                        |
| 1992                                             | Reflections informeel: Speakers corner. Labyrint met een verhoging, in de buitenste kring een tekst | Matjaž Štuk                                                     | Brink | Deventer       | labyrint van wit en donker natuursteen, trapjes van graniet                                   |                        |
| 1992                                             | Tekstrol met gedicht Okke Jager: "Hoe kostbaar is een kwetsbaar mens" | Jeanot Bürgi                                                    | op landgoed Brinkgreven | Deventer       | graniet                                                                                       |                        |
| 1992                                             | Rozenwonder van Sint Elisabeth | Jeanot Bürgi                                                    | op landgoed Brinkgreven | Deventer       | rosé marmer                                                                                   |                        |
| 1993                                             | Watertafel en vlaggenmuur | Karin Daan                                                      | Holterweg bij De Scheg | Deventer       | graniet en steen                                                                              |                        |
| 1993                                             | Melkster | Ela Venbroek-Franczyk                                           | Melksterstraat | Deventer       | polyester                                                                                     |                        |
| 1994 sinds 2012 hier niet meer aanwezig          | Staand naakt | Maïté Duval                                                     | Onder de Linden | Deventer       | brons                                                                                         |                        |
| 1995                                             | | Fred Tuijnman                                                   | Raalterweg voor de ingang van crematorium Steenbrugge                                                                             | Diepenveen     | brons                                                                                         |                        |
| 1995                                             | Vossebelt monument spoorweg Deventer-Ommen | Buurtbewoners                                                   | Gewestlaan | Diepenveen     | baksteen                                                                                      |                        |
| 1995ca.                                          | Boogschutter | Ton Mooy                                                        | Smedenstraat boven een toegang tot de voormalige Doelen                                                                           | Deventer       | natuursteen                                                                                   |                        |
| 1995ca.                                          | Stapelkrat |                                                                 | Bettinksdijk, hoek van het schoolplein                                                                                            | Loo (Bathmen)  | geverfd metaal                                                                                |                        |
| 1996                                             | Het Schip | BDG Architecten                                                 | Oxersteeg brug over de Schipbeek                                                                                                  | Colmschate     | beton en metaal                                                                               |                        |
| 1996                                             | Zonder titel informeel: de Tulp | Rudi van de Wint                                                | Handelskade voor de Hogeschool | Deventer       | cortenstaal                                                                                   |                        |
| 1996                                             | Mensen ter nagedachtenis aan Johannes van Vloten | Hans Mes                                                        | Grote Poot | Deventer       | brons                                                                                         |                        |
| 1997                                             | Een wulpse dame | Marijke van Munster                                             | Brink 31 aan de gevel | Deventer       | geschilderd restauratiemortel                                                                 |                        |
| 1998                                             | Op verkenning | Theo Schreurs                                                   | Noorderbergstraat bij buurtcentrum de Fermerie                                                                                    | Deventer       | brons en graniet                                                                              |                        |
| 1998                                             | Brug | Martin Kleine Schaars architekt                                 | Hannie Schaftpad | Deventer       | hout en gegalvaniseerd staal                                                                  |                        |
| 1999                                             | Wachtende Moeder Indië-monument | Károly Szekeres                                                 | Grote Kerkhof | Deventer       | brons                                                                                         |                        |
| 1999                                             | Jongetje | Jilles Waagmeester                                              | Somervaart | Deventer       | natuursteen                                                                                   |                        |
| 1999                                             | Tijd voor elkaar | Marijke van Munster                                             | Burg. Doffegnieslaan Beukenhof | Diepenveen     | gegoten granietsteen                                                                          |                        |
| 1999                                             | Tijd voor elkaar ontmoeting met laatste religieuze bewoonster | Marijke van Munster                                             | Burg. Doffegnieslaan hoofdingang Sparrenheuvel                                                                                    | Diepenveen     | brons                                                                                         |                        |
| 1999                                             | Lezende man | Marijke van Munster                                             | Oranjelaan Sequioiahof | Diepenveen     | gegoten granietsteen                                                                          |                        |
| 1999                                             | Tijd voor elkaar een luisterend oor | Marijke van Munster                                             | Kon. Wilhelminalaan Park Braband                                                                                                  | Schalkhaar     | gegoten granietsteen                                                                          |                        |
| 1999                                             | Stoelendans ter gelegenheid van het honderdjarig bestaan van de Oranjecommissie Lettele | Judith van Westreenen                                           | Bathmenseweg | Lettele        | brons                                                                                         |                        |
| 2000                                             | Ik en de ander zes objecten: Zij ,Wij, Gij, Mij, Jij, Hij | Marc Ruygrok                                                    | Leonard Springerlaan rotondes en informatiecentrum                                                                                | Deventer       | messing                                                                                       |                        |
| 2000 gestolen 2011                               | De Klompendansers | Antoinette Ruiter                                               | Veldpaperplein | Colmschate     | brons                                                                                         |                        |
| 2001                                             | Samenspel | Ruud Schimmel                                                   | Overstichtlaan hoek Laan van Borgele                                                                                              | Deventer       | Portugees marmer                                                                              |                        |
| 2001                                             | Dialoog | Jan Snoeck                                                      | Churchillplein | Deventer       | keramiek                                                                                      |                        |
| 2001                                             | Gedenkreliëf Bursa Cusana | Jilles Waagmeester                                              | Bursestraat, hoek Polstraat | Deventer       | brons                                                                                         |                        |
| 2002                                             | Small Scale Events | Dedden & Keizer                                                 | Hanzeweg bij Sallcon | Deventer       | glasvezel en versterkt polyester                                                              |                        |
| 2003                                             | En plein publique plaquette in de bestrating | Marijke van Munster                                             | Timmermansweg pleintje tussen Nicolaaskerk en Nicolaasschool                                                                      | Schalkhaar     | brons                                                                                         |                        |
| 2003                                             | Der Blaue Junge | Dedden & Keizer                                                 | Noordzeestraat atelier Dedden & keizer                                                                                            | Deventer       | kunststof                                                                                     |                        |
| 2004                                             | De dokter in de boom een gedenkteken voor de dokters van het dorp, in het bijzonder H. P. Schönfeld Wichers, beter bekend als de schrijver Belcampo, die graag in een boom in de buurt vertoefde                               | Theo Schreurs                                                   | Dorpsstraat in een boom | Bathmen        | brons                                                                                         |                        |
| 2005                                             | Het Landbouwertje | Peter Roovers replica door Frans Erdtsieck                      | Brink | Deventer       | brons                                                                                         |                        |
| 2005                                             | Sprankelplek | Jos Spanbroek                                                   | Wezenland | Deventer       | roestvast staal                                                                               |                        |
| 2005                                             | Beer van Streppel symbool van de Berebuurt bij Lettele |                                                                 | Butersdijk | Lettele        | hout                                                                                          |                        |
| 2006 herplaatsing                                | Twentolmonument |                                                                 | Twentolplein | Deventer       | baksteen                                                                                      |                        |
| 2006                                             | gedenksteen Floor Garst | Deventer Steenhouwerij                                          | fietspad Verzetslaan/Churchillplein                                                                                               | Deventer       | roze graniet                                                                                  |                        |
| 2007                                             | Vier rietachtige sculpturen met vliegende alken en zeekoeten | Hans Jouta                                                      | Pothoofd bij de appartementen | Deventer       | roestvast staal en brons                                                                      |                        |
| 2007                                             | Vuurzuilen mozaïeken met 4, 6 of 8 zijden gemaakt door kinderen van lokale basisscholen olv de kunstenares | Jacomijn Schellevis                                             | Dorpsstraat | Bathmen        | keramieksteentjes en glas op een betonconstructie, metalen vlam                               |                        |
| 2007                                             | Samenspel in de openingen bevinden zich kleine kunstwerken die met begeleiding van de kunstenaar gemaakt zijn door pupillen van De Eik                                                                                         | Ruud Schimmel                                                   | Kon. Wilheminalaan parkeerterrein De Eik                                                                                          | Deventer       | natuursteen                                                                                   |                        |
| 2007                                             | Zonder titel | Petra Morenzi                                                   | Nico Bolkesteinlaan bij psychiatrische kliniek de Rielerenk                                                                       | Schalkhaar     | brons                                                                                         |                        |
| 2007                                             | Lente | Károly Szekeres                                                 | Nico Bolkesteinlaan ingang psychiatrische kliniek de Rielerenk                                                                    | Schalkhaar     | brons                                                                                         |                        |
| 2008                                             | Zonder titel informeel: De twee hondjes | Floor Coolsma                                                   | Bergkerkplantsoen | Deventer       | brons                                                                                         |                        |
| 2008                                             | St. Jurriën en St. Elisabeth | Margriet Barends                                                | Bagijnenstraat bij de ingang van het voormalige Sint Elisabethsgasthuis                                                           | Deventer       | brons                                                                                         |                        |
| 2008                                             | Vogels | Hedda Buijs                                                     | Nico Bolkesteinlaan ingang Deventer Ziekenhuis                                                                                    | Schalkhaar     | aluminium                                                                                     |                        |
| 2008                                             | Laage Diepenveen (landart, labyrint van waterloop en kades met in het hart een waterput) | Jeroen van Westen                                               | Zandwetering tussen Olsterweg en Driehoeksweg                                                                                     | Diepenveen     | waterbergingsgebied met kades, bruggen, bomen, riet en een waterput                           |                        |
| 2009                                             | Deken Doys | Sander Benjaminse                                               | Kleine Poot | Deventer       | zandsteen                                                                                     |                        |
| 2009                                             | Vaas | Henk Visch                                                      | Oerdijk, voor het gemeenschapshuis                                                                                                | Okkenbroek     | aluminium                                                                                     |                        |
| 2009                                             | Paradijsvaas | Jessica Heijkoop en Paul Pelgrom                                | Bij Rembrandtkade | Deventer       | leem                                                                                          |                        |
| 2011                                             | Visman | Dedden & Keizer                                                 | Pothoofdkade | Deventer       | brons                                                                                         |                        |
| 2011                                             | Transformatorhuisjes bij speelplaats | Anja ter Waarbeek                                               | Adelaarstraat | Deventer       | verf op baksteen                                                                              |                        |
| 2012                                             | Rollende paarden | Esther de Jong                                                  | Kerkplein | Bathmen        |                                                                                               |                        |
| 2012                                             | Voet | Mendel Jonkers                                                  | Kruispunt Boutensgaarde/Nijhoffgaarde                                                                                             | Deventer       | gelakt metaal                                                                                 |                        |
| 2014                                             | Ode aan de steenfabriek, observatorium | Krijn de Koning                                                 | nabij Hoevelmansweg 2 | Diepenveen     | beton en baksteen                                                                             |                        |
| 2015                                             | Waterwerk | Uwe Dobbelsteen                                                 | Buitengracht | Deventer       | roestvast staal                                                                               |                        |
| 2015                                             | Binnenvaart | Marieke de Jong                                                 | nabij IJsseldijk 35 | Diepenveen     | geverfd metaalbuis                                                                            |                        |
| 2016                                             | Staltafel | Dedden & Keizer                                                 | Veldpapeplein | Colmschate     | eikenhout en brons                                                                            |                        |
| 2017                                             | We're on a mission from God geïnspireerd door de fundamenten van klooster Ter Hunnepe ter plekke | Ben Raaijman                                                    | Molbergsweg 1, op het paintballterrein                                                                                            | Kloosterlanden | baksteen en hout                                                                              |                        |
| 2019                                             | In zicht | Irene Fortuyn                                                   | Proosdijpassage bij bibliotheek                                                                                                   | Centrum        | brons                                                                                         |                        |
| 2023                                             | De Zakken Sjouwer | Han Nijhof                                                      | Zuiderzeestraat 2 (Zwarte silo)                                                                                                   | Deventer       | metaal                                                                                        |                        |
|                                                  | Mensfiguren |                                                                 | Kon. Wilhelminalaan hoek Pastoorsdijk                                                                                             | Schalkhaar     | metaal                                                                                        |                        |
|                                                  | Oorlogsmonument |                                                                 | Nabij spoorbrug over de IJssel | Deventer       | staal                                                                                         |                        |
|                                                  | Vogels | Martin Hofstede                                                 | Walstraat tussen 28 en 30 | Deventer       |                                                                                               |                        |
|                                                  | Fabrieksschoorsteen D.A.I.M. (restant) |                                                                 | Prinsenplaats | Deventer       | baksteen                                                                                      |                        |
|                                                  | gevelsteen 'Weerom' informeel | Ton Mooy                                                        | Sint Jansstraat (hoek Grote Kerkhof)                                                                                              | Deventer       |                                                                                               |                        |
|                                                  | Titel onbekend centauren | Jeanot Bürgi                                                    | Kerksteeg 4 | Deventer       | natuursteen                                                                                   |                        |
|                                                  | Madonna met kind | Jeanot Bürgi                                                    | Kerksteeg 6 | Deventer       | zandsteen                                                                                     |                        |
|                                                  | Mozaïek | Daan Weijl                                                      | Kleine Overstraat Openbare Bibliotheek, boven personeelsingang                                                                    | Deventer       | keramiek                                                                                      |                        |
|                                                  | Mensfiguren | Arno Kramer                                                     | Hanzeweg voor de Sallcon | Deventer       | roestvast staal                                                                               |                        |
|                                                  | Reliëf tegen de kadewand | Gerrit Boers                                                    | Verlaagde Wellepad IJsselkade | Deventer       | aluminiumcement                                                                               |                        |
|                                                  | Titel onbekend | onbekend                                                        | Rijsterborgherpark Buitensingel, nabij Vogeleiland                                                                                | Deventer       |                                                                                               |                        |
|                                                  | Gevelreliëf | Ela Venbroek-Franczyk                                           | Twijgstraat nabij voetgangersbrug                                                                                                 | Deventer       |                                                                                               |                        |
|                                                  | Gevelreliëf | Ela Venbroek-Franczyk                                           | Bastion | Deventer       |                                                                                               |                        |
|                                                  | Titel onbekend |                                                                 | Binnentuin Openbare Bibliotheek, Brink 70                                                                                         | Deventer       |                                                                                               |                        |
|                                                  | Hek Wechelerveld | Uwe Dobberstein                                                 | Wechelerweg | Deventer       |                                                                                               |                        |